# Ça commence aujourd'hui (émission de télévision)
Pour les articles homonymes, voir Ça commence aujourd'hui.
Ça commence aujourd'hui est une émission de télévision française diffusée sur France 2 depuis le 28 août 2017 et présentée par Faustine Bollaert.
Elle est diffusée du lundi au vendredi à 13 h 55. Depuis septembre 2018, l'émission du vendredi est en direct.
En Belgique, elle est diffusée sur Tipik.

## Principe
Faustine Bollaert reçoit différents invités qui souhaitent partager leur histoire sur un thème spécifique, qu'il s'agisse de l'environnement sentimental, familial, amical ou professionnel. Ils évoquent leur expérience et l'enrichissent d'échanges avec d'autres témoins. Différents professionnels interviennent régulièrement dans l'émission pour donner des conseils.

## Intervenants
Faustine Bollaert est la présentatrice de l'émission.
Parmi les participants à l'émission, il y a Laurent Karila, psychiatre spécialiste de l'addictologie.
Natacha Espié est psychologue. 

## Polémiques
En mai 2022, dans un extrait de l'émission Ça commence aujourd'hui, Natacha Calestrémé  s'adresse à une victime de l'endométriose en disant que cette maladie « est un message de notre corps qui nous dit qu’avant, il y a eu une souffrance énorme d’une personne qui a associé le mot enfance et mort ». Ces propos font polémique auprès de plusieurs associations liées à la lutte contre l'endométriose. Pour l'Association adénomyose et endométriose pour la recherche scientifique (AEERS), « Ce type de discours induit en erreur pour une maladie physique qui peut être grave, on vous demande de l’annuler ». Marie-Rose Galès, auteure d'un livre sur l'endométriose, saisit la Miviludes et l'Arcom pour dérive sectaire. France 2 décide de déprogrammer l'émission face à la polémique.

## Émission dérivée
Depuis le 2 septembre 2019, Ça commence aujourd'hui, des nouvelles de nos invités, une déclinaison de Ça commence aujourd'hui, est diffusée entre 10 h 30 et 11 h 15.